# Boris Liwanow
Boris Nikołajewicz Liwanow (ros. Бори́с Никола́евич Лива́нов; ur. 25 kwietnia?/8 maja 1904 w Moskwie, zm. 22 września 1972 tamże) – rosyjski i radziecki aktor teatralny i filmowy, a także scenarzysta. Był członkiem Moskiewskiego Akademickiego Teatru Artystycznego. Pięciokrotny laureat Nagrody Stalinowskiej (1941, 1942, 1947, 1949, 1950). Ojciec aktora Wasilija Liwanowa. Został pochowany na cmentarzu Nowodziewiczym w Moskwie.

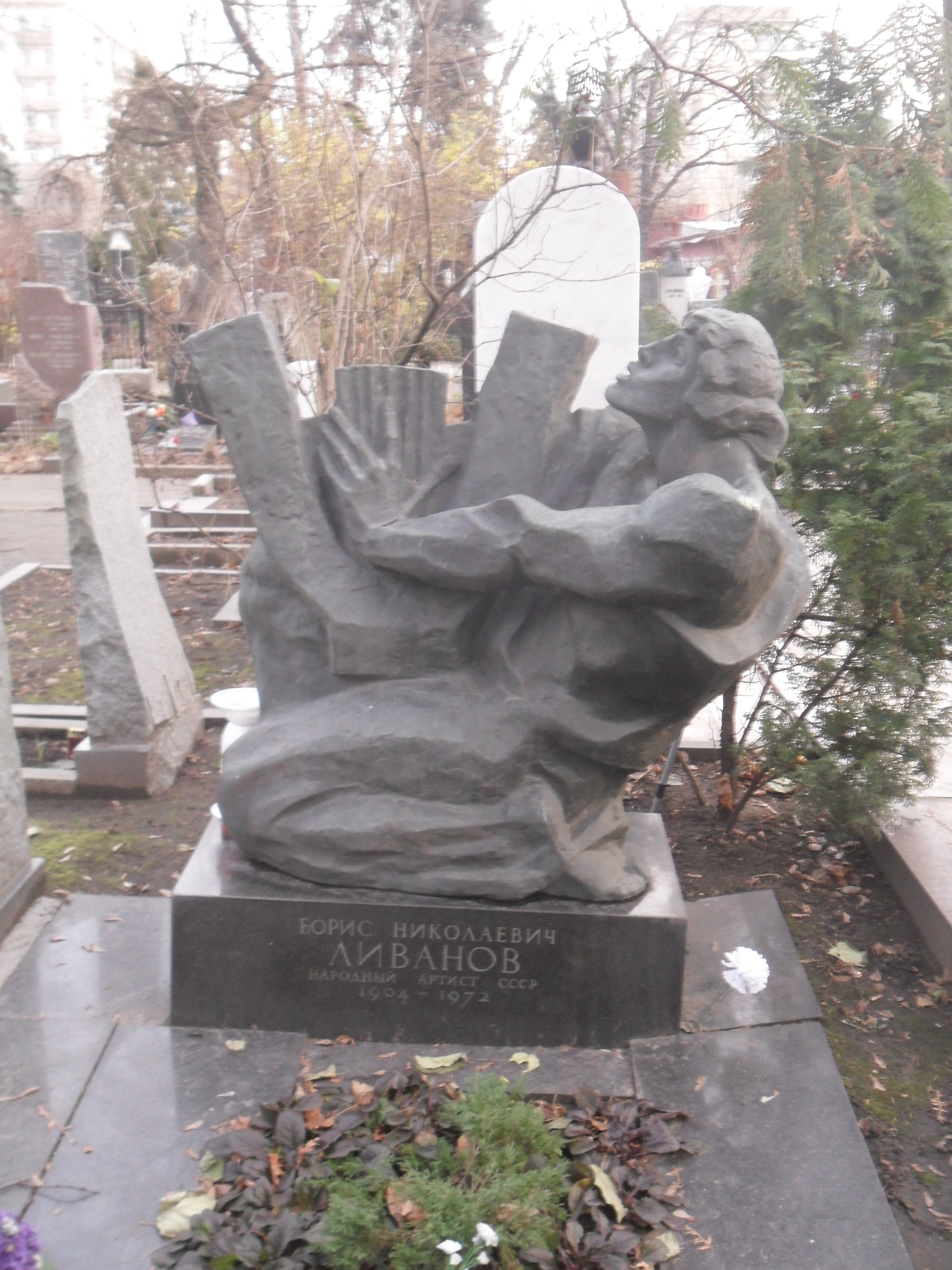
Grób Borisa Liwanowa na Cmentarzu Nowodziewiczym w Moskwie

## Wybrana filmografia
- 1927: Kastuś Kalinowski
- 1928: Październik: 10 dni, które wstrząsnęły światem jako Tierieszczenko
- 1933: Dezerter jako Karl Renn
- 1937: Delegat floty
- 1939: Minin i Pożarski jako kniaź Pożarski
- 1945: Zaginione pismo (głos)
- 1946: Glinka jako Mikołaj I
- 1949: Bitwa stalingradzka jako generał Rokossowski
- 1949: Upadek Berlina jako generał Rokossowski
- 1953: Admirał Uszakow jako książę Grigorij Potiomkin
- 1958: Porucznik jazdy jako generał Mamontow

## Nagrody i odznaczenia
- Ludowy Artysta ZSRR (1948)
- Pięciokrotny laureat Nagrody Stalinowskiej (1941, 1942, 1947, 1949, 1950)
- Nagroda Państwowa ZSRR (1970)

Źródło: